# Vallmanya (Tordera)
Vallmanya es una entidad de población española del municipio de Tordera, perteneciente a la provincia de Barcelona, en la comunidad autónoma de Cataluña.

## Toponimia
El nombre del lugar puede encontrarse mencionado con las grafías Vallmañá y Vallmanya.

## Historia
A mediados del siglo XIX, el lugar, por entonces parte del término de Orsaviñá, tenía contabilizada una población de 80 habitantes. Aparece descrito en el decimoquinto volumen del Diccionario geográfico-estadístico-histórico de España y sus posesiones de Ultramar de Pascual Madoz de la siguiente manera:

VALLMAÑÁ: l. que forma ayunt. con Orsaviñá en la provincia, aud. terr. y c. g. de Barcelona (9 leg.), part. jud. de Arenys de Mar (2), dióc. de Gerona (7). sit. en terreno montañoso, con buena ventilacion y clima sano. Tiene unas 70 casas y una igl. parr. (San Miguel) aneja de la de San Martin de Orsaviná. El térm. confina con este l., Fogas de Tordera, Tordera, Palafols y Remiñó. El terreno participa de monte y llano; es de mediana calidad, y le cruzan varios caminos locales. prod.: trigo, legumbres, vino y aceite; cria algun ganado y caza. pobl.: 14 vec., 80 alm. cap. prod.: 451,600 rs. imp.: 11,290.
(Madoz, 1849, p. 606)

Más adelante pasó a pertenecer al municipio de Tordera.

## Patrimonio
En el lugar hay una iglesia bajo la advocación de San Miguel.